# Francesco Caprani
Francesco Caprani (Lecco, 25 aprile 1980) è un pallanuotista italiano.

## Carriera
Ha una grande esperienza come giocatore nella serie A1 e A2 italiana, cresciuto nelle giovanili della Como Nuoto è stato portiere di Telimar Palermo, Associazione Nuotatori Brescia, Plebiscito Padova, Sportiva Nervi, Como Nuoto e Associazione Sportiva Acquachiara, squadra con la quale nella stagione 2014-15 ha ottenuto una medaglia d'argento in Euro Cup perdendo di misura la finale contro il Circolo Nautico Posillipo. Nel 2013 ha giocato nel campionato estivo di Malta.
Dalla stagione 2015-16 è portiere e allenatore delle squadre giovanili della SP Bissone, mentre dal 2024 ne è direttore sportivo.,